# Xysticus logunovi (Seyfulina & Mikhailov)
Xysticus logunovi là một loài nhện trong họ Thomisidae. Loài này được phát hiện ở Nga. Chúng được miêu tả năm 2004 bởi Seyfulina & Mikhailov.